# Parlamentsvalet i Storbritannien 1997
Parlamentsvalet i Storbritannien 1997 skedde den 1 maj 1997. Labour vann och de konservativa fick efter 18 år lämna ifrån sig makten. Tony Blair blev ny premiärminister efter John Major.

## Resultat
Inför valet hade gränserna mellan de olika valkretserna ändrats och 8 nya platser skapats, siffrorna för förändring utgår ifrån om samma gränser gällt vid valet 1992.
| Parti                                             | Röster     | Platser | Förändring | Andel av rösterna (%) |
| ------------------------------------------------- | ---------- | ------- | ---------- | --------------------- |
| Labour                                            | 13 518 167 | 418     | + 145      | 43,2                  |
| Konservativa                                      | 9 600 774  | 165     | - 178      | 30,7                  |
| Liberaldemokraterna                               | 5 242 947  | 46      | + 28       | 16,8                  |
| Referendum Party                                  | 811 849    | 0       |            | 2,6                   |
| SNP                                               | 621 550    | 6       | + 3        | 2,0                   |
| Ulster Unionist Party                             | 258 349    | 10      | + 1        | 0,8                   |
| SDLP                                              | 190 814    | 3       | - 1        | 0,6                   |
| Plaid Cymru                                       | 161 030    | 4       |            | 0,5                   |
| Sinn Féin                                         | 126 921    | 2       | + 2        | 0,4                   |
| Democratic Unionist Party                         | 107 348    | 2       | - 2        | 0,3                   |
| UK Independence Party                             | 105 722    | 0       |            | 0,3                   |
| Green Party of England and Wales                  | 63 991     | 0       |            | 0,3                   |
| Alliance Party of Northern Ireland                | 62 972     | 0       |            | 0,2                   |
| Socialist Labour                                  | 52 109     | 0       |            | 0,2                   |
| Liberal                                           | 45 166     | 0       |            | 0,1                   |
| Oberoende                                         | 41 367     | 1       | +1         | 0,1                   |
| BNP                                               | 35 832     | 0       |            | 0,1                   |
| Natural Law Party                                 | 30 604     | 0       |            | 0,1                   |
| Talmannen                                         | 23 969     | 1       | +1         | 0,1                   |
| Prolife Alliance, Storbritannien                  | 19 332     | 0       |            | 0,1                   |
| UK Unionist party                                 | 12 817     | 1       | +1         | 0,0                   |
| Progressive Unionist Party                        | 10,928     | 0       |            | 0.0                   |
| National Democrat                                 | 10 829     | 0       |            | 0,0                   |
| Socialisterna                                     | 9 906      | 0       |            | 0,0                   |
| Scottish Socialist Alliance                       | 9 740      | 0       |            | 0,0                   |
| Oberoende Labour                                  | 9 233      | 0       |            | 0,0                   |
| Oberoende konservativ                             | 8 608      | 0       |            | 0,0                   |
| Monster Raving Loony Party                        | 7 906      | 0       |            | 0,0                   |
| Rainbow Dream Ticket                              | 3 745      | 0       |            | 0,0                   |
| Northern Ireland Women's Coalition                | 3 024      | 0       |            | 0,0                   |
| Workers Party (Storbritannien)                    | 2 766      | 0       |            | 0,0                   |
| National Front                                    | 2 716      | 0       |            | 0,0                   |
| Workers Party (Irland)                            | 2 480      | 0       |            | 0,0                   |
| Legalise Cannabis Alliance                        | 2 085      | 0       |            | 0,0                   |
| People's Labour Party                             | 1 995      | 0       |            | 0,0                   |
| Mebyon Kernow                                     | 1 906      | 0       |            | 0,0                   |
| Conservatives Against the Single Currency         | 1 434      | 0       |            | 0,0                   |
| Socialist Party of Great Britain                  | 1 359      | 0       |            | 0,0                   |
| Independent Democracy Means Consulting the People | 1 301      | 0       |            | 0,0                   |
| Community Representative Party                    | 1 290      | 0       |            | 0,0                   |
| Independent Conservative Referendum Party         | 1 276      | 0       |            | 0,0                   |
| Residents Association                             | 1 263      | 0       |            | 0,0                   |
| Social Democrat                                   | 1 246      | 0       |            | 0,0                   |
| Anti-Sleaze Labour                                | 1 184      | 0       |            | 0,0                   |
| Workers Revolutionary Party                       | 1 178      | 0       |            | 0,0                   |
| Real Labour                                       | 1 117      | 0       |            | 0,0                   |

Totalt antal röster: 31 286 284.  Alla partier med mer än 1 000 röster visade.